# Diligensen
Diligensen (originaltitel: Stagecoach) är en amerikansk westernfilm från 1939 i regi av John Ford.
Filmen blev John Waynes genombrott som filmstjärna.

## Handling

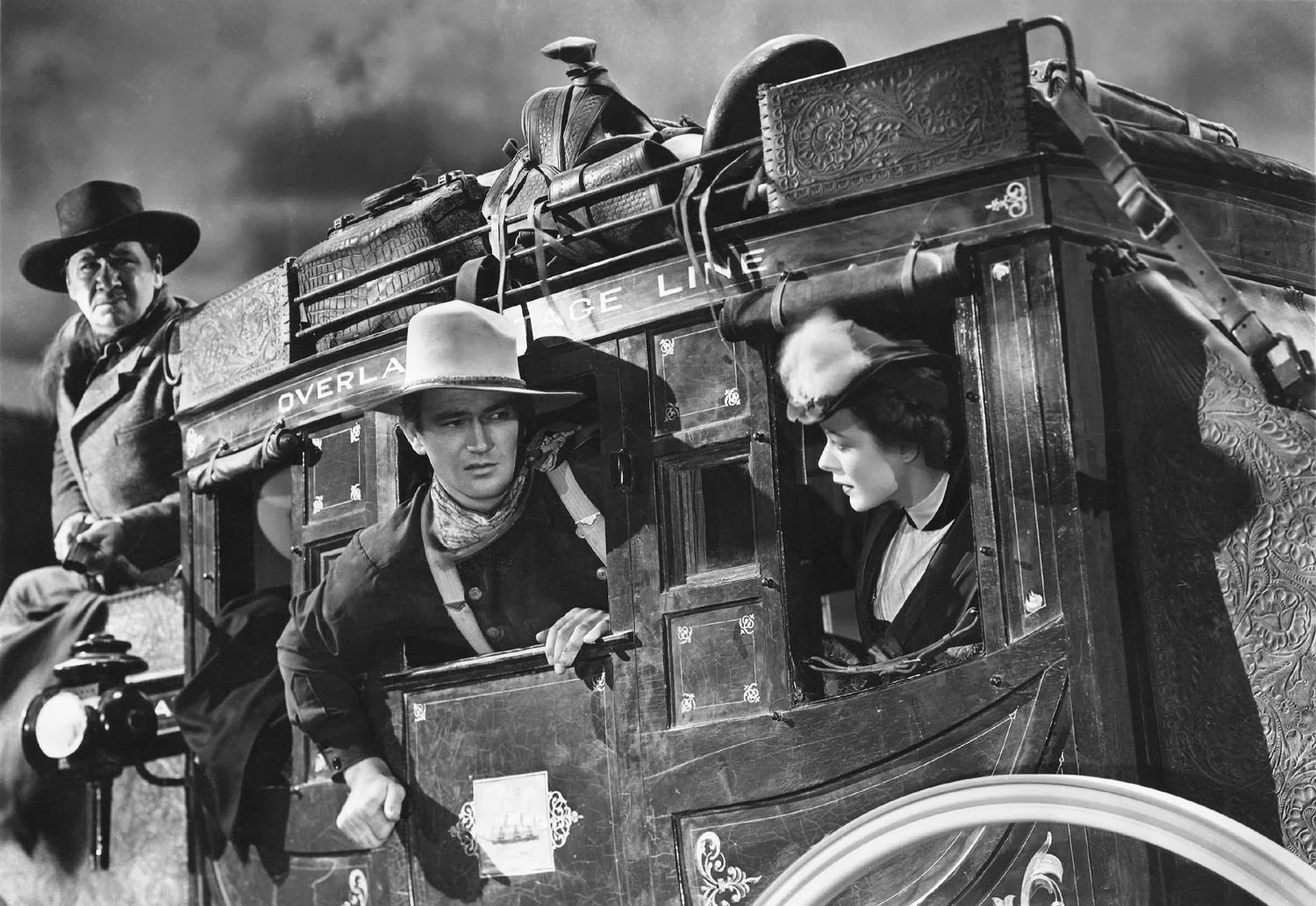
George Bancroft, John Wayne och Louise Platt i Diligensen (1939).

Nio främlingar förenas under en färd med en diligens som hotas av apacher på krigsstigen. 
Den alkoholiserade doktorn Doc Boone (Thomas Mitchell) och saloonflickan Dallas (Claire Trevor) har kastats ut av stadens ordningsvänner, bankiren Gatewood (Berton Churchill) är i hemlighet på flykt med gruvbolagets löningspengar, den förfinade handelsresande i whisky mr. Peacock (Donald Meek) är på väg hem till Kansas City, Kansas och sydstataren Hatfield (John Carradine) följer med för att eskortera den gravida Lucy Mallory (Louise Platt) (som reser för att vara med sin make, en kapten i kavalleriet). Förare är Buck (Andy Devine), som får sällskap av sheriffen Curly (George Bancroft). 
På vägen stöter de på den efterlyste Ringo Kid (John Wayne), som dock visar sig vara till hjälp under den vådliga färden.

## Rollista
- Claire Trevor – Dallas
- John Wayne – Henry, "Ringo Kid"
- Andy Devine – Buck
- John Carradine – Hatfield
- Thomas Mitchell – doc Josiah Boone
- Louise Platt – Lucy Mallory
- George Bancroft – Curley Wilcox, sheriff
- Donald Meek – Samuel Peacock
- Berton Churchill – Ellsworth Henry Gatewood
- Tim Holt – löjtnant Blanchard
- Tom Tyler – Luke Plummer